# 格萊山
45°54′15″N 7°21′58″E / 45.90417°N 7.36611°E

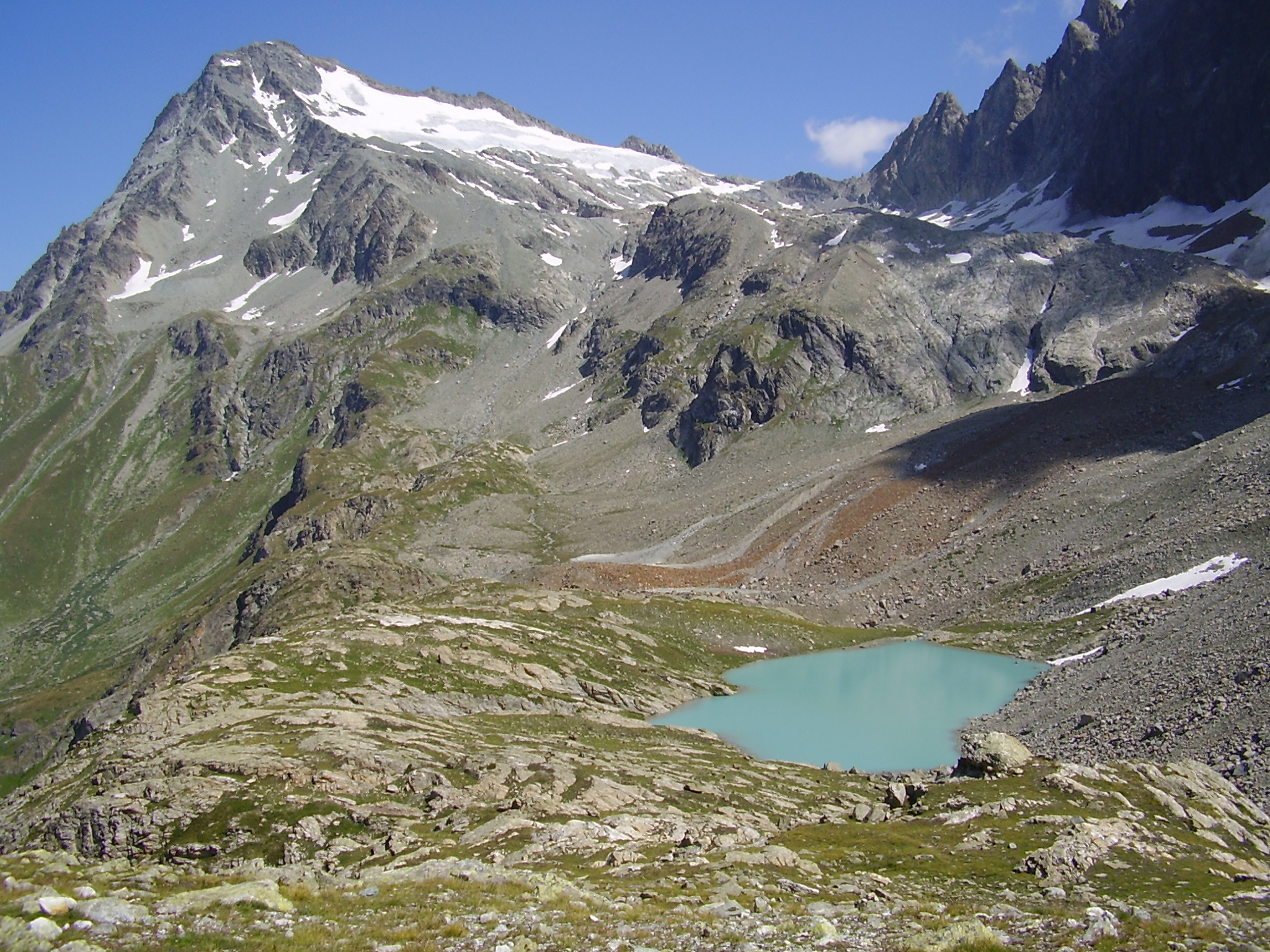

格萊山（義大利語：Monte Gelé），是歐洲的山峰，位於意大利和瑞士接壤的邊境，屬於本寧阿爾卑斯山脈的一部分，海拔高度3,518米，人類在1861年8月11日首次登上該山峰。